# Кілки
Кілки́ — село в Україні, у Вільшанській територіальній громаді Житомирського району Житомирської області. Населення становить 1 017 осіб (2001).

## Населення

### Мова
Розподіл населення за рідною мовою за даними перепису 2001 року:
| Мова       | Кількість | Відсоток |
| ---------- | --------- | -------- |
| українська | 994       | 97.74 %  |
| російська  | 17        | 1.67 %   |
| румунська  | 5         | 0.49 %   |
| білоруська | 1         | 0.10 %   |
| Усього     | 1017      | 100 %    |

## Історія
У 1906 році — село Красносільської волості Житомирського повіту Волинської губернії. Відстань від повітового міста 64 версти, від волості 7. Дворів 128, мешканців 435.
29 червня 1960 року рішенням ЖОВК № 683 «Про об'єднання деяких населених пунктів в районах області» в зв'язку із зселенням хуторів і фактичним злиттям окремих поселень об'єднано село Подолянці з селом Кілки Кілківської сільської ради.
12 червня 2020 року, відповідно до розпорядження Кабінету Міністрів України № 711-р «Про визначення адміністративних центрів та затвердження територій територіальних громад Житомирської області», територію та населені пункти Кілківської сільської ради включено до складу Вільшанської сільської територіальної громади Житомирського району Житомирської області.

## Відомі люди
- Лікарчук Наталія Василівна (* 1967) — український політолог.